# Campeonato de Fórmula Regional de Medio Oriente
El Campeonato de Fórmula Regional de Medio Oriente es una serie de carreras de Fórmula Regional certificada por la FIA que comenzó en 2023. Este campeonato se corre en las sedes emiratíes del Campeonato de Fórmula Regional Asiática y Kuwait Motor Town. El promotor de la serie asiática Top Speed relanzó la serie en el sudeste asiático, por lo que el campeonato en estos circuitos pasó a llamarse «Campeonato de Fórmula Regional de Medio Oriente».

## Monoplaza
El campeonato contará con monoplazas Tatuus F.3 T-318. Los chasis incluirán una serie de características de seguridad mejoradas, incluido el halo. Estarán propulsados por un motor de 1,75 L (107 plg³) Alfa Romeo/Autotecnica 270 cv (200 kW) turbo.

## Circuitos
| N.º | Circuito            | Rondas | Años |
| --- | ------------------- | ------ | ---- |
| 1   | Autódromo de Dubai  | 2      | 2023 |
| 1   | Kuwait Motor Town   | 1      | 2023 |
| 1   | Circuito Yas Marina | 2      | 2023 |

## Campeones

### Campeonato de Pilotos
| Año  | Piloto                | Escudería                   | Puntos | Margen | Segundo        | Tercero       |
| ---- | --------------------- | --------------------------- | ------ | ------ | -------------- | ------------- |
| 2023 | Andrea Kimi Antonelli | Mumbai Falcons India Racing | 192    | 40     | Taylor Barnard | Rafael Câmara |
| 2024 | Tuukka Taponen        | R-ace GP                    | 255    | 79     | Taylor Barnard | Rafael Câmara |
| 2025 | Evan Giltaire         | ART Grand Prix              | 264    | 36     | Freddie Slater | Ugo Ugochukwu |

### Campeonato de Escuderías
| Año  | Escudería                     | Puntos | Margen | Segundo        | Tercero                               |
| ---- | ----------------------------- | ------ | ------ | -------------- | ------------------------------------- |
| 2023 | Mumbai Falcons India Racing   | 338    | 91     | PHM Racing     | Hyderabad Blackbirds by MP Motorsport |
| 2024 | R-ace GP                      | 410    | 170    | PHM AIX Racing | Mumbai Falcons Racing Limited         |
| 2025 | Mumbai Falcons Racing Limited | 362    | 10     | R-ace GP       | ART Grand Prix                        |

### Copa de Novatos
| Año  | Piloto                | Escudería                     |
| ---- | --------------------- | ----------------------------- |
| 2023 | Andrea Kimi Antonelli | Mumbai Falcons India Racing   |
| 2024 | Tuukka Taponen        | R-ace GP                      |
| 2025 | Freddie Slater        | Mumbai Falcons Racing Limited |